# یهودا وینر-گافنی
یهودا وینر-گافنی (انگلیسی: Yehuda Wiener-Gafni؛ زادهٔ ۷ ژانویهٔ ۱۹۳۰) بازیکن بسکتبال اهل اسرائیل بود. وی در بازی‌های المپیک تابستانی ۱۹۵۲ شرکت کرده‌است.